# Psychotria gracilior
Psychotria gracilior är en måreväxtart som beskrevs av Albert Charles Smith. Psychotria gracilior ingår i släktet Psychotria och familjen måreväxter. Inga underarter finns listade i Catalogue of Life.